# ماركوس أنتوني
ماركوس أنتوني (بالإنجليزية: Marcus Anthony)‏ هو مصارع محترف أمريكي، ولد في 28 يونيو 1984 في سينسيناتي في الولايات المتحدة.

## وصلات خارجية
- ماركوس أنتوني على موقع CageMatch worker (الإنجليزية)

- ماركوس أنتوني على موقع IMDb (الإنجليزية)